# Sipanea gleasonii
Sipanea gleasonii är en måreväxtart som beskrevs av Julian Alfred Steyermark. Sipanea gleasonii ingår i släktet Sipanea och familjen måreväxter.
Artens utbredningsområde är Guyana. Inga underarter finns listade i Catalogue of Life.